# Mary Lacy
Mary Lacy (1740 – 1801) fue una marinera, carpintera naval y escritora autobiográfica británica. Probablemente fue la primera mujer en recibir un certificado de carpintera naval y posteriormente una pensión del Almirantazgo británico.

## Biografía
Mary Lacy nació en Wickham, Kent, en 1740. A los doce años comenzó a trabajar como empleada doméstica. En 1759, con diecinueve años, Mary se escapó de casa vestida de hombre. Trabajó como ayudante de un carpintero naval de la Marina británica adoptando el nombre de William Chandler. William era el nombre de su padre y Chandler el apellido de soltera de su madre. En 1763 entró en un astillero como aprendiza de carpintería naval y completó con éxito su formación obteniendo en 1770 el certificado de carpintera naval. Probablemente fue la primera mujer en conseguirlo. Sin embargo, en 1771 se vio obligada a dejar el trabajo a causa del reumatismo que sufría y solicitó una pensión del Almirantazgo británico con su nombre legal (Mary Lacy) que le fue concedida. 
El 25 de octubre de 1772, en St Mary Abbots, Kensington,  Mary Lacy contrajo matrimonio con Josias Slade, también carpintero naval de Kent, con quien tuvo seis hijos: Margaret (1772-1815), Josias (1775-1777), Mary (1777-1777), Josias (1778-1781), Elizabeth (1780-1780) y John (nacido en 1784). Mary Lacy falleció en 1801 y fue enterrada en St Paul's, Deptford, Kent, el 3 de mayo de 1801.
En 1773, Mary Lacy publicó sus memorias tituladas The Female Shipwright, una obra que el Museo Marítimo Nacional del Reino Unido ha reeditado en 2008. La autobiografía de Mary Lacy también está publicada en la obra The Lady Tars (2008) junto a las de Hannah Snell y Mary Anne Talbot. Asimismo, en uno de los capítulos del libro Female Tars: Women Aboard Ship in the Age of Sail (1996), Suzanne Stark relata la vida de Mary Lacy en la Inglaterra del siglo XVIII.

## Obras publicadas
- The Female Shipwright (1773).